# Sumoto
Sumoto (jap. 洲本市 Sumoto-shi) – miasto w Japonii (prefektura Hyōgo) położone na wyspie Awaji na Morzu Wewnętrznym.

## Położenie
Miasto leży na wyspie w południowej części prefektury, graniczy z miastami:
- Awaji,
- Minamiawaji

## Historia
Miasto powstało 11 lutego 1940 roku.

## Miasta partnerskie
- Rosja: Kronsztad